# Freedom Summer
Freedom Summer, nebo také Mississippi Summer Project, byla dobrovolnická kampaň ve Spojených státech amerických, která byla spuštěna v červnu 1964 s cílem registrovat afroamerické občany státu Mississippi do voličských seznamů, protože i v šedesátých letech byli stále Afroameričané v řadě států USA diskriminováni a kráceni na svých občanských právech. Projekt rovněž založil řadu škol svobody a domů svobody, které měly být centrem pomoci a poradenství pro Afroameričany. Projekt byl připraven organizací Council of Federated Organizations (COFO), což byla sdružující organizace spojující mississippské pobočky organizací Student Nonviolent Coordinating Committee (SNCC), Congress of Racial Equality (CORE), National Association for the Advancement of Colored People (NAACP) a Southern Christian Leadership Conference (SCLC).

## Příprava a cíle kampaně
Hlavním iniciátorem kampaně byla organizace Student Nonviolent Coordinating Committee (SNCC), která chtěla poukázat na diskriminaci Afroameričanů při výkonu volebního práva. Aby se mohli Afroameričané v Mississippi registrovat k volbám museli tehdy správně vyplnit voličský test o 21 otázkách a navíc být připraveni zodpovědět libovolnou otázku komise, která se mohla týkat kteréhokoliv z 285 článků ústavy. Komise rozhodovala velmi subjektivně, což v praxi vedlo k tomu, že většině Afroameričanům nebyla registrace umožněna. 
V roce 1963 SNCC připravila akci "Freedom Vote", kdy pořádala "volby nanečisto". Akce měla ukázat vůli Afroameričanů volit a jejich názory. SNCC proto zřídila řadu voličských místností v kostelech a obchodech vedených Afroameričany. Těchto voleb se účastnily desítky tisíc Afroameričanů. 
V únoru 1964 SNCC a COFO začaly organizovat kampaň Freedom Summer, kdy začaly nabírat stovky dobrovolníků, kteří by přijeli do Mississippi a pomáhali Afroameričanům získat registraci do voličského seznamu. Do léta měli 1000 dobrovolníků z celých USA a několik tisíc dobrovolníků (především Afroameričanů) z Mississippi. Většina dobrovolníků z jiných států USA byli bílí studenti vysokých škol ze severu USA.  
Důvodem proč se kampaň odehrála v Mississippi byl prostý fakt, že tento stát měl v roce 1962 nejmenší procento Afroameričanů registrovaných na voličských seznamech (6,2 % oprávněných afroamerických voličů), přičemž tvořili zhruba třetinu obyvatel státu. Stát Mississippi v letech 1890 až 1910 díky státním zákonům zbavil Afroameričany a nejchudší obyvatele faktického výkonu občanských práv. Například byl zaveden poplatek za volbu a testy, které hodnotily bělošské komise. V Mississippi také platily zákony posilující segregaci (oddělené prostory, vymezená místa). Vyčleňovat afroamerické obyvatele z politického a občanského života se státu dařilo až do 60. let, kdy posilovalo hnutí za občanská práva. Afroameričané například nemohli být ani členy soudních porot. Stát si držel svou segregační politiku i přes snahy severu USA a Washingtonu o zajištění občanských práv. Na federální legislativu hledali kličky a další obcházeli. Zaváděli například dědečkovskou klauzuli nebo bílé primárky, ve kterých mohli volit pouze běloši. Afroameričané byli také zastrašováni. Ve státě aktivně působil Ku Klux Klan a často docházelo k lynčování.
Během deseti týdnů konání kampaně se přidaly i další organizace. Lékařskou a edukativní podporu dodala organizace Medical Committee for Human Rights (MCHR), bezplatnou právní podporu a poradenství zase NAACP Legal Defense and Educational Fund, National Lawyers Guild (NLG) nebo Lawyers' Committee for Civil Rights Under Law (LCCR).

## Násilnosti
Mnoho bělošského obyvatelstva Mississippi se postavilo proti snahám kampaně a proti studentům z jiných států. Místní obyvatelé obtěžovali dobrovolníky, noviny o nich psali jako o zarostlých a nemytých individuích". Mississippská organizace Mississippi State Sovereignty Commission, lokální policie, ale také Ku Klux Klan často sahali k obtěžování, násilí, bití a žhářství proti dobrovolníkům a jejich centrům. 
Během desetitýdenního projektu bylo:
- 1062 osob zadrženo (dobrovolníci a lokální Afroameričané)
- 80 dobrovolníků kampaně zbito
- 37 kostelů zapáleno
- 30 domů nebo obchodů lokálního černošského obyvatelstva zapáleno
- 4 pracovníci hnutí za občanský práva zavražděni
- 4 osoby byly kriticky zraněny
- nejméně 3 místní Afroameričané byli zavražděni kvůli podpoře hnutí.

První oběti si kampaň vybrala hned na svém začátku. Dne 21. června 1964 byli uneseni a zavražděni tři aktivisté.Do vraždy byli zapleteni šerif oblastní policie, členové obecní policie a Ku Klux Klan. Vyšetřování vedl Federální úřad pro vyšetřování (FBI). V červenci 1964 do Mississippi přijel ředitel FBI J. Edgar Hoover, aby tam založil první tamní pobočku. Místní zmizení aktivistů označovali za hoax aktivistů, který měl do oblasti přivést média a tlačit na změnu hodnot a jejich způsobu života. Nicméně těla obětí byla po necelých dvou měsících skutečně nalezena. Avšak ani po nalezení těl a označení podezřelých FBI stát Mississippi odmítl vést soud ve věci obvinění z vraždy. Pachatelé proto byli souzeni dle federálního práva za porušení občanských práv. Devět pachatelé bylo odsouzeno k 3 až 10 letům vězení. Nicméně nejvíce si odseděli 6,5 roku. 
Během vyšetřování FBI byla nalezena dvě další těla. Patřila afroamerickým studentům, kterými byli Charles Eddie Moore a  Henry Hezekiah Dee. Stát Mississippi již v květnu potrestal Afroameričany zapojené v kampani. V roce 1964 bylo vyloučeno celkem 600 studentů místní univerzity Alcorn State University. Dalších 5 osob zůstalo po létu 1964 pohřešovaných, místní policie po nich odmítla vyhlásit pátrání.

## Výsledky kampaně
Kampaň pomohla k založení politické strany Mississippi Freedom Democratic Party, která sdružovala afroamerické i bělošské obyvatele Mississippi, kteří se stavěli proti segregaci. Byli protestní stranou proti státní Mississippi Democratic Party, jejímiž členy byli převážně běloši a zastupovali bělošské obyvatele obhajující segregaci.
Prezident Lyndon B. Johnson také pod tlakem médií a pobouření obyvatel severu USA nad situací v Mississippi dokázal prosadit nový voličský a občanskoprávní zákon Civil Rights Act of 1964. Ten zakazoval diskriminaci voličského práva (na základě rasy, vyznání, pohlaví či původu). Jasně stanovil jednotná a všem společná pravidla registrace voličů.
Nicméně před blížícími se prezidentskými volbami Lyndon B. Johnson odmítl zrušit vazbu k Demokratické straně Mississippi Democratic Party a místo ní podpořit Mississippi Freedom Democratic Party. Johnson se obával ztráty podpory voličů z jihu USA. 
Během léta 1964 bylo také zřízeno 30 až 40 "letních škol svobody", které byly alternativou pro naprosto segregované a podfinancované veřejné školy pro Afroameričany. Během léta do škol docházo 3 500 tisíce studentů. Ve školách se vyučovaly také pro černošské školy státem zakázané předměty - historii Afroameričanů a občanská práva. Stejně tak byly založeny knihovny a poradenská centra. 
Kampani se sice nepomohlo okamžitě navýšit počet registrovaných Afroameričanů, ale dokázala téma dostatečně zviditelnit a pomoci prosadit nový federální zákon o voličských právech. Současně došlo k zásadnímu narušení právní praxe dle segregačních zákonů Jima Crowa. Při volbách roku 1964 nedošlo k žádným viditelným změnám, čím narostla rovněž frustrace místních Afroameričané vůči bělošským aktivistům, které začali vnímat jako nadřazené paternalisty. Frustrace vedla k podpoře násilnější větve hnutí za občanská práva, která používala slogan Black Power. Většina dobrovolníků se z Mississippi vrátila v naprosté deziluzi z přežívajícího silného rasismu a bezpráví, které v Mississippi stále panovalo.
Stát Mississippi schválil federální zákon o občanských právech v roce 1965. Ovšem diskriminace černošských voličů pokračovala celou další dekádu. Své plody kampaň přinesla až v osmdesátých a devadesátých letech, kdy se Mississippi zařadilo mezi státy s nejvíce volenými Afroameričany.